# Condado de McDowell (Carolina del Norte)
El condado de McDowell  (en inglés: McDowell County, North Carolina), fundado en 1842, es uno de los 100 condados del estado estadounidense de Carolina del Norte. En el año 2000 tenía una población de 42 151 habitantes con densidad poblacional de 37 personas por km². La sede del condado es Marion.

## Geografía
Según la Oficina del Censo, el condado tiene un área total de 1155 km² (445,9 mi²), de la cual 1142 km² (440,9 mi²) es tierra y 13 km² (5 mi²) es agua.

### Municipios
El condado se divide en diez municipios: Municipio de Crooked Creek, Municipio de Dysartsville, Municipio de Glenwood, Municipio de Higgins, Municipio de Marion, Municipio de Montford Cove, Municipio de Nebo, Municipio de North Cove, Municipio de Old Fort y Municipio de Brackett.

### Condados adyacentes
- Condado de Mitchell norte
- Condado de Avery norte-noreste
- Condado de Burke este
- Condado de Rutherford sur
- Condado de Buncombe oeste
- Condado de Yancey noroeste

## Demografía
En el 2000 la renta per cápita promedia del condado era de $30 882, y el ingreso promedio para una familia era de $35 180. El ingreso per cápita para el condado era de $15 916. En 2000 los hombres tenían un ingreso per cápita de $28 662 contra $19 536 para las mujeres. Alrededor del 16.90% de la población estaba bajo el umbral de pobreza nacional.

## Lugares

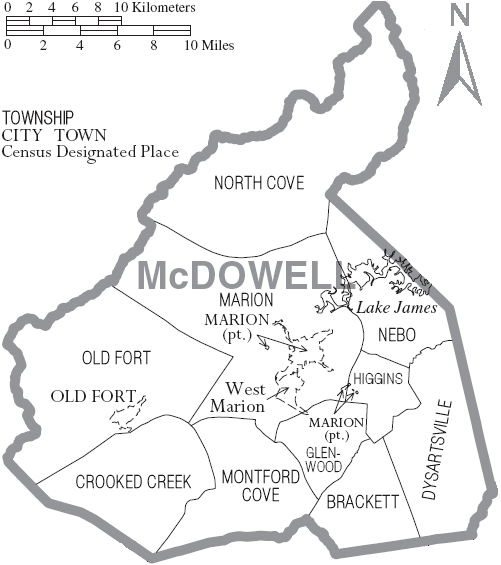
Mapa del Condado de McDowell en Carolina del Norte con sus municipios

### Ciudades y pueblos
- Marion (Sede del Condado)
- Old Fort

### Áreas no incorporadas
- West Marion
- Little Switzerland
- Nebo
- Glenwood
- Pleasant Gardens
- North Cove